# پدرخ
پدرخ (به لاتین: Padrokh) یک تقسیمات کشوری در تاجیکستان است که در ولایت سغد واقع شده‌است. پدرخ ۵۱۶ نفر جمعیت دارد.